# Лондонський тиждень моди
Лондонський тиждень моди (англ. London Fashion Week; LFW) — тиждень моди, який проходить у Лондоні (Велика Британія), двічі на рік, у червні та вересні. Це один із чотирьох найбільших тижнів моди разом із Нью-Йорком, Міланом і Парижем.

## Історія та організація
Лондонський тиждень моди вперше відбувся в лютому 1984 року. Він був організований Британською радою моди (BFC) для Лондонського агентства розвитку за допомогою Департаменту бізнесу, інновацій та навичок.
Наразі Тиждень моди в Лондоні входить до «Великої четвірки» тижнів моди разом із Нью-Йорком, Парижем і Міланом. Він представляється спонсорам як торгова подія, яка також привертає значну увагу преси та приносить користь платникам податків. Захід відвідують понад 5000 представників преси та покупців із замовленнями на понад 100 мільйонів фунтів стерлінгів.
Після збільшення кількості протестуючих Тиждень моди в Лондоні, що відбувся у вересні 2018 року, став першим великим тижнем моди, на якому не було хутра.

## Офіційні місця проведення
З моменту свого заснування в 1984 році Тиждень моди в Лондоні (LFW) використовував різні офіційні місця. Інавгураційний захід у березні 1984 року відбувся на автостоянці Інституту Співдружності в Кенсінгтоні. На ній було представлено 15 подіумних показів від таких дизайнерів, як Вів'єн Вествуд, Девід Філден, Ghost і Бетті Джексон.
У вересні 1984 року LFW переїхав до казарм герцога Йоркського на Кінгс-роуд, залишаючись там протягом трьох сезонів, перш ніж переїхати у виставковий центр Олімпія в березні 1986 року. Рецесія на початку 1990-х спонукала до ще одного переїзду, цього разу до готелю «Рітц» у 1992 році, де Александр Макквін вперше продемонстрував свої роботи після випускної колекції.
До 1994 року офіційне місце проведення перемістилося на територію Музею природознавства, де були встановлені намети для показів і демонстраційних залів. У вересні 2002 року LFW повернувся до штаб-квартири герцога Йоркського на Кінгс-роуд, але через проблеми з дозволом на будівництво він переїхав до Баттерсі-парку в лютому 2005 року.
У 2009 році Сомерсет-хаус став новим місцем проведення LFW до вересня 2015 року, коли подія переїхала на автостоянку Брюер Стріт у Сохо.
У лютому 2017 року місце проведення було знову змінено на Store Studios за адресою 180 Strand, де LFW залишався до лютого 2020 року.
Пандемія COVID-19 призвела до скасування виступів у вересні 2020 року. Перша подія LFW з живою аудиторією після пандемії відбулася в червні 2021 року. Відтоді Британська рада моди (BFC) прийняла гібридний цифрово-фізичний підхід, у результаті чого з лютого 2020 року у LFW не було офіційного місця проведення.

## Фестиваль
Щосезону після закінчення Тижня моди в Лондоні проводять 4-денний фестиваль Тижня моди в Лондоні (London Fashion Week Festival; LFWF), раніше відомий як London Fashion Weekend. Захід орієнтований на споживача. Фестиваль дає змогу споживачам купувати відібрані дизайнерські колекції за ексклюзивними цінами, сидіти в першому ряду на подіумі дизайнерів Лондонського тижня моди, отримати перевагу в основних трендах майбутнього сезону і послухати доповіді експертів галузі.